# Mukhtār
Mukhtar (Mukhtār, /ˈmʊktɑːr/), che significa letteralmente "scelto" in arabo المختار‎?, al-mukhtār, è il termine spesso usato in vari Paesi arabi, in Turchia o nella parte turca di Cipro per indicare il capo di un villaggio o di una maḥalla (lett. "località"), ossia di frazione abitata.

In Egitto è quindi un sinonimo della tradizionale espressione di Shaykh al-balad.
Il nome deriva dal fatto che i Mukhtār erano abitualmente prescelti, su base consensuale o elettiva, dagli abitanti del villaggio o della comunità.
Mukhtar è anche nome proprio maschile di persona nel mondo arabofono, ma spesso può costituire un soprannome (laqab).